# Trautmann (film)
Pour les articles homonymes, voir Trautmann.
Pour plus de détails, voir Fiche technique et Distribution.
Trautmann (titre international : The Keeper) est un film germano-britannique réalisé par Marcus H. Rosenmüller sorti en 2018.
Il s'agit d'une biographie de Bert Trautmann (1923-2013).

## Synopsis
Le soldat allemand Bernhard Trautmann est emprisonné dans un camp britannique après sa capture à la fin de la Seconde Guerre mondiale. Lors d'une séance de tirs au but ludique dans la cour, il est remarqué par Jack Friar, qui entraîne l'équipe de football locale. Jack reconnaît les qualités de Bert en tant que gardien de but et emmène le prisonnier de guerre dans son équipe, mais contre une résistance considérable des autres joueurs, qui au départ ne veulent pas jouer avec un "kraut" dans le but.
"Bert", comme on l'appelle en Angleterre, s'avère être un excellent gardien de but et, après une période hostile d'apprentissage, aussi une personne décente personnellement. Finalement, lui et la fille de Jack, Margaret, tombent amoureux et se marient, et Bert reste en Angleterre. Cependant, Jack et Margaret sont souvent confrontés au fait que la plupart des Anglais voient Bert comme un complice général de toutes les atrocités de guerre.
Cela devient un problème national lorsque Bert rejoint le club de Manchester City. Lors d'une conférence de presse sur son acceptation dans l'équipe, contrairement aux directives, il est interrogé uniquement sur son passé militaire ; ses réponses n'ayant pas satisfait les journalistes, une campagne de presse contre Bert commence, qui ne prend fin que lorsque le rabbin Altmann, qui était au départ également très anti-Bert et grand partisan de Manchester City, appelle publiquement tout le monde à être jugé individuellement selon ses actes à juger et non selon son origine.
De nouveau interrogé sur son passé militaire, Trautmann répond toujours qu'il devait faire son devoir et n'avait pas le choix. Un bref retour en arrière montre comment, en Ukraine, Trautmann a empêché le tir d'un officier allemand vers un jeune garçon, en détournant l'arme vers sa personne.
À Manchester City, "Traut the Kraut" devient une légende lorsqu'il se fracture le cou lors d'une collision à 17 minutes de la fin de la finale de la FA Cup 1956, mais continue à jouer pour garder son équipe en tête, bien qu'il tombe au sol plusieurs fois de douleur. Alors qu'il se remet de cette blessure à l'hôpital, John, son jeune fils avec Margaret, meurt dans un accident de voiture.
En allant à la tombe de John, Bert rencontre le sergent Smythe, qui l'a intimidé dans le camp de prisonniers. Smythe a perdu sa femme et ses deux enfants dans un raid aérien allemand sur Manchester, mais respecte maintenant Bert. Il lui rend un pingouin en bois sculpté que Bert a perdu au camp et l'encourage à continuer à jouer au football.
Bert raconte avec hésitation à sa femme pourquoi la mort de John le dérange tant : il n'a pas du tout empêché la mort du petit garçon en Ukraine. Une deuxième version du retiyr en arrière le montre en train de regarder paresseusement, mais ensuite choqué et prenant le pingouin sculpté du garçon mort, qu'il portait toujours autour du cou par la suite. Maintenant, il a l'impression que la mort accidentelle de John en est la punition fatidique.
À la fin, on rapporte, entre autres, que Trautmann met fin à sa carrière de footballeur en 1964 et que "son" but dans le stade a ensuite été démantelé par les supporters car personne d'autre ne pouvait se trouver entre les poteaux de Trautmann. Il est aussi "le premier joueur étranger" à être nommé footballeur anglais de l'année ; en fait, c'est l'Irlandais Johnny Carey. Bert et Margaret auraient eu ensuite deux autres fils.

## Fiche technique
- Titre : Trautmann
- Titre international : The Keeper
- Réalisation : Marcus H. Rosenmüller
- Scénario : Marcus H. Rosenmüller, Nicholas J. Schofield, Robert Marciniak
- Musique : Gerd Baumann (de)
- Direction artistique : Michael Binzer, Doerthe Komnick, Johannes Sternagel
- Costumes : Anke Winckler
- Photographie : Daniel Gottschalk
- Son : Michael Vetter, Stephan Engl
- Montage : Alexander Berner
- Production : Robert Marciniak
- Société de production : Lieblingsfilm, Zephyr Films, British Film Company
- Société de distribution : Twentieth Century Fox
- Pays d'origine :  Allemagne,  Royaume-Uni
- Langue : anglais
- Format : Couleurs - 2,39:1 - Dolby - 35 mm
- Genre : Biographie
- Durée : 120 minutes
- Dates de sortie :
  -  Suisse : 1er octobre 2018 Festival du film de Zurich.
  -  Allemagne : 14 mars 2019.
  -  Autriche : 15 mars 2019.
  -  Royaume-Uni : 5 avril 2019.
  -  Irlande : 5 avril 2019.
  -  République tchèque : 20 juin 2019.
  -  Australie : 25 juillet 2019.
  -  Nouvelle-Zélande : 25 juillet 2019.
  -  Israël : 24 octobre 2019.
  -  États-Unis : 2 octobre 2020.
  -  Japon : 23 octobre 2020.
  -  Brésil : 24 mars 2021.

## Distribution
- David Kross : Bert Trautmann
- Freya Mavor : Margaret Friar
- John Henshaw : Mr. Jack Friar
- Dervla Kirwan : Mrs. Clarice Friar
- Gary Lewis : Jock Thompson, entraîneur
- Julian Sands : Tilson, le président du club
- Harry Melling : sergent Smythe
- Michael Socha : Bill Twist
- Barbara Young : grand-mère Sarah
- Chloe Harris : Betsey Walters
- Mikey Collins : Alf Myers
- Dave Johns : Roberts
- Angus James Barnett : Clive Thornton
- Butz Ulrich Buse (de) : le rabbin Altmann
- David Schütter (de) : Richard Holthaus
- Shenja Lacher (de) : le soldat allemand en Ukraine
- Dennis Alizada : le garçon ukrainien
- Maximilian Befort : PoW Meinert
- Florian Kroop (de) : PoW Konrad
- Martin Walch : PoW Bach
- Thomas Lettow (de) : Kunartz
- Ryan Wichert (de) : Gary, fan de Manchester
- Daniel Holzberg (de) : le commentateur à Wembley

## Production
Le réalisateur Marcus H. Rosenmüller a entendu l'histoire de Bernd Trautmann de son père quand il était jeune. Lorsqu'il vit le gardien national tchèque Petr Cech porter un casque de protection lors du Championnat d'Europe 2008, le souvenir lui revient.
La FilmFernsehFonds Bayern finance le cinéma dramatique en décembre 2012 avec 50 000 euros pour le développement du projet et à partir de juillet 2015 dans le cadre du programme spécial pour les coproductions internationales avec 2 millions d'euros. Un soutien supplémentaire vient du Filmförderungsanstalt, du délégué du gouvernement fédéral pour la Culture et les Médias, du programme européen Creative Europe MEDIA, du ministère bavarois des affaires numériques, du Northern Ireland Screen Fund et de Bayerische Bankenfonds.
Le tournage a lieu du 6 juin 2017 au 11 août 2017. Des footballeurs amateurs sont recherchés à Munich et à Augsbourg pour dépeindre les scènes de football du Rosenaustadion et du stade Karl-Mögele. D'autres scènes à Manchester dans les années 1950 sont tournées dans une arrière-cour de Glockenbachviertel, à Munich. Le tournage a également lieu à Belfast et en Irlande du Nord.

## Récompenses
- Bayerischer Filmpreis 2018 : Prix dans la catégorie Prix du producteur pour Robert Marcinia
- Festival du film britannique de Dinard 2019 : Hitchcock d'Or et Prix du Public[3]

## Source de la traduction
- (de) Cet article est partiellement ou en totalité issu de l’article de Wikipédia en allemand intitulé « Trautmann (Film) » (voir la liste des auteurs).